# فضاء يونيوس ريقالوس (اقزادر)
فضاء يونيوس ريقالوس (اقزادر) هو معلم أثري تونسي مصنف من قبل المعهد الوطني للتراث يقع في ولاية باجة في الشمال الغربي التونسي، تحديدا في دقة تم تصنيف المعلم في يوم 3 مارس 1915.

## مقالات ذات صلة
- قائمة المعالم الأثرية المصنفة في تونس